# Rámí ál-Bedúí
Rámí ál-Bedúí (arabul: رامي البدوي;  Szúsza, 1990. január 19. –) tunéziai válogatott labdarúgó, aki jelenleg az Étoile du Sahel játékosa.

## Sikerei, díjai

### Klub
- Étoile du Sahel
  - Tunéziai bajnok: 2015–16
  - Tunéziai kupa: 2012, 2014
  - CAF-konföderációs kupa: 2015

## Külső hivatkozások
- Rámí ál-Bedúí adatlapja a Soccerway oldalon (angolul)
- Rami Bedoui National Football Teams
- Rami Bedoui Transfermarkt